# 洛維爾·傑克森·湯瑪斯
洛維爾·傑克森·湯瑪斯（英語：Lowell Jackson Thomas；1892年4月6日—1981年8月29日）是美國作家、電視節目主持人和旅行家，他以宣揚阿拉伯的勞倫斯的事蹟而聞名。他還參與推廣新藝拉瑪體寬屏系統。